# Allodapella
Allodapella là một chi bướm đêm thuộc phân họ Olethreutinae trong họ Tortricidae.

## Các loài
- Allodapella daemonia Diakonoff, 1948